# Pričakovana vrednost
Pričakovana vrednost (tudi matematično upanje) je v teoriji verjetnosti in statistiki za slučajno spremenljivko {\displaystyle \mathbf {X} } vsota produktov verjetnosti z vrednostjo slučajne spremenljivke. Označujemo jo z {\displaystyle \mathbf {E(X)} }.  
Pričakovana vrednost predstavlja povprečno vrednost spremenljivke, ki se pričakuje, ko se poskus ponovi velikokrat. Pri poskusu zelo redko ali nikoli ne dobimo pričakovane vrednosti. Sama pričakovana vrednost ni nujno tudi ena izmed vrednosti, ki jih lahko zavzame slučajna spremenljivka. 
Pričakovano vrednost lahko določimo za diskretne in zvezne porazdelitve. 

## Diskretne porazdelitve
Za diskretne porazdelitve slučajne spremenljivke se pričakovana vrednost določi na naslednji način: 
{\displaystyle \operatorname {E} (X)=\sum _{i=1}^{n}x_{i}p_{i}\,} kjer je {\displaystyle X\sim {\begin{pmatrix}x_{1}&x_{2}&x_{3}\dots &x_{n}\\p_{1}&p_{2}&p_{3}\dots &p_{n}\end{pmatrix}},}
in velja: 
{\displaystyle 0\leq p_{i}\leq 1} in {\displaystyle \sum \limits _{i=1}^{n}p_{i}=1}
To lahko zapišemo tudi kot {\displaystyle E(X)=x_{1}p_{1}\cdot x_{2}p_{2}\cdot x_{3}p_{3}\dots x_{n}p_{n}}.

## Zvezne porazdelitve
Za zvezne porazdelitve slučajne spremenljivke pa se z uporabo funkcije gostote verjetnosti {\displaystyle \mathbf {f(x)} } izračuna takole:
{\displaystyle \operatorname {E} (X)=\int _{-\infty }^{\infty }xf(x)\,\operatorname {d} x.}